# Ли Цзе (министр обороны)
Ли Цзе (кит. 李傑, 6 июня 1940 года) — бывший министр обороны Китайской Республики.

## Биография
Ли Цзе (кит. 李傑) родился 6 июня 1940 года в городе Тяньцзинь, в конце гражданской войны вместе с семьёй перебрался на остров Тайвань. В 1963 году окончил Военно-морское училище и стал служить во флоте. В 1981 году поступил в Военно-морской штабной университет. В 1990 году был отправлен на повышение квалификации в США.
Возглавлял министерство обороны Китайской Республики, являясь адмиралом в отставке.

## Награды
- Большая лента специального класса ордена Бриллиантовой звезды (20 мая 2007 года)